# Kuniyoshi Takahiro
Takahiro Kuniyoshi (sinh ngày 28 tháng 5 năm 1988) là một cầu thủ bóng đá người Nhật Bản.

## Sự nghiệp câu lạc bộ
Takahiro Kuniyoshi đã từng chơi cho Ventforet Kofu, Sagan Tosu và Kataller Toyama.